# Idioma tayiko
El tayiko (тоҷикӣ, AFI: [tɔːdʒɪˈkiː]), también llamado persa tayiko (форсии тоҷикӣ) es una variedad del persa hablada en Tayikistán y Uzbekistán por los tayikos. Está estrechamente relacionado al vecino persa darí de Afganistán, con el que forma un continuo de variedades mutuamente inteligibles del persa. Numerosos académicos consideran el tayiko como una variedad del persa más que un idioma propiamente dicho. Tanto el tayiko como el persa tienen un alto grado de comprensión mutua. 
El tayiko es hablado por más de cuatro millones de personas y es el idioma oficial de Tayikistán, siendo el otro idioma oficial el ruso. En Afganistán (donde la minoría tayika forma parte de la más amplia población persófona), el idioma es menos influenciado por las lenguas túrquicas, y es incluido dentro del persa darí, bajo tal denominación es considerado cooficial. Antes de 1928, el idioma se escribía con caracteres del alfabeto persa, aunque más tarde adoptó el alfabeto latino, entre 1928 y 1940, para pasar más tarde a una versión del alfabeto cirílico. En 1994, el gobierno tayiko intentó volver a introducir el alfabeto latino como sistema de escritura. El tayiko de Tayikistán ha divergido del persa hablado en Afganistán e Irán debido a las fronteras políticas, el aislamiento geográfico, el proceso de estandarización y la influencia del ruso y las lenguas túrquicas vecinas. El idioma estándar está basado en los dialectos noroccidentales del tayiko (alrededor de la ciudad de Samarcanda), que han sido influenciados por el vecino idioma uzbeko por la proximidad geográfica. El tayiko además mantiene numerosos elementos arcaicos en su vocabulario, pronunciación y gramática que han sido perdidos en el resto del mundo persófono, en parte debido a su aislamiento relativo en las montañas de Asia Central.

## Fonología

### Vocales
La tabla abajo muestra las vocales en tayiko literario estándar. Los dialectos tienen a menudo más vocales.
| Vocales tayikas | Vocales tayikas | Vocales tayikas | Vocales tayikas |
|                 | Frontal         | Central         | Posterior       |
| --------------- | --------------- | --------------- | --------------- |
| Cerrada         | i               |                 | u               |
| Media           | e               | u̇               | o1              |
| Abierta         | æ               |                 | o1              |

1. La vocal abierta posterior ha sido descrita como [o] (en realidad medio-anterior),[7][8] [ɒ],[9] [ɔ],[10] y [ɔː][11]

## Gramática
El orden de las palabras en el persa tayiko es sujeto-objeto-verbo. La gramática del persa tayiko es casi idéntica a la gramática del persa clásico (y a la gramática de otras variedades modernas como el persa de Irán), aunque hay diferencias importantes.

### Sustantivos
Los sustantivos no tienen marcador para género gramatical, aunque sí para número. El género normalmente se distingue de manera léxica, como en inglés. Por ejemplo: мурғ (murj) 'gallina' y хурус (hurus) 'gallo'.  También se usan los modificadores 'нар' (nar) para el masculino y 'мода' (moda) para el femenino, tanto antes como después del sustantivo: хари нар (xari nar) 'burro' y хари мода (xari moda) 'burra'.

## Vocabulario
| Tayiko                     | моҳ (moh)             | нав (naw)             | модар (mōdar)         | хоҳар (xohar)         | шаб (šab)             | бинӣ (biní)           | се (se)               | сиёҳ (siyoh)          | сурх (surx)                  | зард (zard)           | сабз (sabz)           | гург (gurg)           |
| Otras lenguas iranias      | Otras lenguas iranias | Otras lenguas iranias | Otras lenguas iranias | Otras lenguas iranias | Otras lenguas iranias | Otras lenguas iranias | Otras lenguas iranias | Otras lenguas iranias | Otras lenguas iranias        | Otras lenguas iranias | Otras lenguas iranias | Otras lenguas iranias |
| -------------------------- | --------------------- | --------------------- | --------------------- | --------------------- | --------------------- | --------------------- | --------------------- | --------------------- | ---------------------------- | --------------------- | --------------------- | --------------------- |
| Persa                      | ماه māh               | نو now                | مادر mādar            | خواهر xāhar           | شب šab                | بينى bīnī             | سه se                 | سياه siyāh            | سرخ/قرمز qermez/sorx         | زرد zard              | سبز sabz              | گرگ gorg              |
| Pastún                     | myāsht                | nəwai                 | mōr                   | khōr                  | shpa                  | pōza                  | dre                   | tōr                   | sur                          | zyarr                 | shin, zarghun         | lewə                  |
| Otras lenguas indoeuropeas |                       |                       |                       |                       |                       |                       |                       |                       |                              |                       |                       |                       |
| Español                    | mes                   | nuevo                 | madre                 | hermana               | noche                 | nariz                 | tres                  | negro                 | rojo                         | amarillo              | verde                 | lobo                  |
| Armenio                    | ամիս amis             | նոր nor               | մայր mayr             | քույր küyr            | գիշեր gisher          | քիթ kit               | երեք erek             | սեվ sev               | կարմիր karmir                | դեղին deqin           | կանաչ kanač           | գայլ gayl             |
| Latín                      | mēnsis                | novus                 | māter                 | sōror                 | nox                   | nasus                 | trēs                  | āter, niger           | ruber                        | flāvus, gilvus        | viridis               | lupus                 |
| Griego                     | μήνας minas           | νέος neos             | μητέρα mitera         | αδελφή adhelfi        | νύχτα nihta           | μύτη miti             | τρία tria             | μαύρος mavros         | κόκκινος kokkinos            | κίτρινος kitrinos     | πράσινος prasinos     | λύκος likos           |
| Ruso                       | месяц mesäc           | новый nový            | мать mat'             | сестра sestra         | ночь noč'             | нос nos               | три tri               | чёрный čörný          | красный, рыжий krasný, ryžij | жёлтый žöltý          | зелёный zelöný        | волк volk             |
| Lituano                    | mėnuo                 | naujas                | motina                | sesuo                 | naktis                | nosis                 | trys                  | juodas                | raudonas                     | geltonas              | žalias                | vilkas                |
| Hindi                      | महीना mahīnā            | नया nayā               | माँ māṃ                 | बहन bahan             | रात rāt                | नाक nāk                | तीन tīn                | काला kālā               | लाल lāl                       | पीला pīlā               | हरा harā               | भेड़िया bheṛiyā           |